# Almut Höfert
Almut Höfert (* 1967 in Bad Bevensen) ist eine deutsche Historikerin.
Von 1986 bis 1994 studierte sie mittelalterliche, neuere und neueste Geschichte und Islamwissenschaften (Arabisch/Türkisch) in Bonn, Kairo und Freiburg im Breisgau. Von 1994 bis 1995 war sie Mitarbeiterin in regionalgeschichtlichen Projekten zur badischen Geschichte. Von 1995 bis 1996 war sie wissenschaftliche Mitarbeiterin am Historischen Seminar der Universität Würzburg. Sie wurde 2001 promoviert mit einer Arbeit über die „Türkengefahr“ und europäisches Wissen über das Osmanische Reich von 1450 bis 1600. Nach der Promotion  am European University Institute war sie Assistentin (2001–2005, 2007–2010) am Historischen Seminar der Universität Basel. Von 2005 bis 2006 war sie Gastforscherin an der American University in Cairo. Von 2006 bis 2007 war sie Fellow am Wissenschaftskolleg zu Berlin. Von 2011 bis 2018 hatte sie eine Förderungsprofessur des Schweizer Nationalfonds am Historischen Seminar der Universität Zürich. Seit 2018 ist sie Professorin für Geschichte des Mittelalters am Institut für Geschichte der Universität Oldenburg.
Ihre Forschungsschwerpunkte sind Kaisertum und Kalifat im lateinischen, arabischen und byzantinischen Früh- und Hochmittelalter, Kulturgeschichte der Religion im lateinischen, byzantinischen und arabischen Früh- und Hochmittelalter, Wissensordnungen im Mittelalter und im 16. Jahrhundert, Reiseberichte des Mittelalters und des 16. Jahrhunderts, christliche und europäische Repräsentationen des Islams, Geschlechtergeschichte und Methoden der transkulturellen Geschichte. In ihrer Dissertation über die Türkengefahr möchte sie „anhand repräsentativer Quellen die Formierung des ethnographischen Wissenscorpus über die Osmanen im Europa des 15. und 16. Jahrhunderts“ erfassen.

## Schriften (Auswahl)
Monographien
- Den Feind beschreiben. „Türkengefahr“ und europäisches Wissen über das Osmanische Reich 1450–1600. Frankfurt am Main 2003, ISBN 3-593-37482-X.
- Kaisertum und Kalifat. Der imperiale Monotheismus im Früh- und Hochmittelalter. Frankfurt am Main 2015, ISBN 3-593-50283-6.

Herausgeberschaften
- mit Armando Salvatore: Between Europe and Islam. Shaping modernity in a transcultural space. Bern 2000, ISBN 90-5201-935-5.
- mit Serena Tolino und Matthew M. Mesley: Celibate and childless men in power. Ruling eunuchs and bishops in the pre-modern world. London 2018, ISBN 978-1-4724-5340-2.